# Luigi Bonelli (Drehbuchautor)
Luigi Bonelli (* 18. Juli 1894 in Siena; † 12. Februar 1954 ebenda) war ein italienischer Drehbuchautor.

## Leben
Bonelli studierte Rechtswissenschaften, wandte sich aber zunächst dem Journalismus und dann dem Theater zu. Er schrieb als Dramaturg zahlreiche Theaterstücke und als Librettist Operetten, teilweise unter dem Pseudonym Wassili Cetoff-Stenberg. Daneben wirkte er seit 1932 als Drehbuchautor für das italienische Kino. Dabei entstanden etwa dreißig Bücher für u. a. Alessandro Blasetti und Guido Brignone. 1939 war er für die Regieüberwachung des Streifens Il diaro di una stella zuständig. Im selben Jahr gehörte er der Jury des Filmfestivals in Venedig an.

## Filmografie (Auswahl)
- 1932: Palio
- 1939: Il diario di una stella (& Regieüberwachung)
- 1954: Okiba, non vendermi!